# Wasserentnahmeentgelt
Als Wasserentnahmeentgelt bzw. Wasserentnahmeabgabe, umgangssprachlich auch Wassercent oder früher Wasserpfennig, bezeichnet man das in aktuell 13 deutschen Bundesländern nach den Landeswassergesetzen bzw. Wasserentnahmeentgeltgesetzen für die Entnahme von Grundwasser und/oder /Oberflächenwasser erhobene Entgelt. Nicht mehr oder weniger gebräuchliche Bezeichnungen sind auch Wassernutzungs-Entgelt, Wasserentnahmegebühr, Wasserentnahme-Abgabe, sowie Wasserzins, Wassersteuer oder -abgabe.
Die Entgelte werden von den Bundesländern erhoben. Die Verwendungszwecke sind demzufolge unterschiedlich. Im Grundsatz werden damit wasserwirtschaftliche Maßnahmen finanziert, insbesondere solche, die sich aus der EU-Wasserrahmenrichtlinie ergeben. Die Verwendungszwecke sind in den jeweiligen Landesgesetzen individuell geregelt. Im Rahmen von sogenannten landwirtschaftlichen Kooperationen werden Landwirte von Wasserversorgungsunternehmen dafür entschädigt, dass sie verantwortungsvoll mit Düngemitteln umgehen und damit das Grundwasser vor Verunreinigungen schützen. Die Versorger können die Entschädigungszahlungen mit den abzuführenden Wasserentnahmeentgelten teilweise verrechnen.
Grundlage ist die EU-Wasserrahmenrichtlinie: Entsprechend dem Verursacherprinzip sind Kosten für Wasserdienstleistungen einschließlich umwelt- und ressourcenbezogener Kosten zu entrichten (Externe Kosten). Das Wasserentnahmeentgelt ist somit eine Lenkungsabgabe.
Es ist auch ein mögliches Beispiel für die Bestätigung der Doppelte-Dividenden-Hypothese innerhalb einer ökologischen Steuerreform.
Im Jahr 2008 erhoben die Bundesländer Baden-Württemberg, Berlin, Bremen, Brandenburg, Hamburg, Mecklenburg-Vorpommern, Niedersachsen, Nordrhein-Westfalen, Saarland, Sachsen und Schleswig-Holstein ein Wasserentnahmeentgelt.
Sachsen-Anhalt folgte ab 2012, Rheinland-Pfalz ab Januar 2013. In Bayern steht die Einführung zum 1. Juli 2026 bevor. 

## Bundesländer

### Baden-Württemberg
Das Wassergesetz (WG) trat ursprünglich am 20. Januar 2005 in Kraft. Es wurde am 28. Juli 2010 geändert (gültig ab 1. Januar 2011).
Für die Entnahme von Grund- und Oberflächenwasser muss folgendes Entgelt (Wasserpfennig) gezahlt werden:
- Für die Verwendung von Wasser aus oberirdischen Gewässern oder von Grundwasser für die öffentliche Wasserversorgung: 0,081 Euro, ab dem 1. Januar 2019 0,10 Euro je Kubikmeter,[5]
- Für die Verwendung von Grundwasser: 5,1 Cent je Kubikmeter,
- Für die Verwendung von Wasser aus oberirdischen Gewässern: 1 Cent je Kubikmeter, ab dem 1. Januar 2019 1,5 Cent je Kubikmeter.

Als Ökorabatt (Tarifermäßigung) für Energieversorger und andere Unternehmen hat die CDU/FDP-Regierung im Juli 2010 das Wasserentnahmeentgelt um einen Ökobonus von 25 % für Betriebe reduziert, wenn diese ökologische Investments vornehmen,
so etwa Fischaufstiegsanlagen, Renaturierung der Uferstreifen oder Absenkung der Temperatur bei der Wiedereinleitung des Kühlwassers,
auch bei Verwendung von Umweltmanagement-Systemen nach EMAS oder ISO 14001 bei der sparsamen Wassernutzung bei der Gewinnung von Steinen und Erden und im Baugewerbe.
Gewässerökologische Impulse sollen mit diesem Ökonomischen Lenkungsinstrument Öko-Bonus an die Produzenten gegeben werden.
Im Gegenzug wurden Ausnahmeregelungen für die Befreiung vom Wasserentnahmeentgelt gestrichen und damit Rechtssicherheit hergestellt.
In einem Interessensausgleich konnten nach Umweltministerin Tanja Gönner mit dem klar definierten Ermäßigungstatbestand Ökobonus „Rechtsverfahren mit einem Streitwert von rund 400 Millionen €“ vermieden werden. Neben dem Bürokratieabbau erfolgte damit allerdings auch ein Verzicht auf Einnahmen in Höhe von 11 Millionen Euro.
Die Grünen konnten sich 2010 mit einer gleichzeitigen Verdopplung dieser Abgabe auf Wasser für Kühlzwecke von 1 Cent auf 2 Cent pro Kubikmeter nicht durchsetzen.

### Hessen
Die von der rot-grünen Landesregierung eingeführte Grundwasserabgabe lief Ende 2003 in der Zeit der CDU-Landesregierung Koch wieder aus.
Die Wiedereinführung eines Wassercents wird Anfang 2013 diskutiert.

### Mecklenburg-Vorpommern
Ein Wasserentnahmeentgelt ist in Mecklenburg-Vorpommern in § 16 Wassergesetz des Landes Mecklenburg-Vorpommern (LWaG) geregelt. Es wird fällig für das Entnehmen und Ableiten von Wasser aus oberirdischen Gewässern und das Entnehmen, Zutagefördern, Zutageleiten und Ableiten von Grundwasser. Die Höhe beträgt 10 ct/m³ bei Grundwassernutzung und 2 ct./m³ bei Nutzung von Wasser aus oberirdischen Gewässern. Das Entgelt ermäßigt sich auf ein Zehntel, wenn das genutzte Wasser mit Verlust von weniger als einem Prozent in das ursprüngliche Gewässer wiedereingeleitet wird. Bei einer nicht zugelassenen Benutzung wird das doppelte Entgelt gehoben.
Die folgenden Fälle sind entgeltfreie Ausnahmetatbestände:
- erlaubnisfreie Benutzungen im Sinne des § 8 Abs. 2 und 3, der §§ 25, 26 und 46 WHG, sowie des § 23 LWaG, dies sind:
  - an oberirdischen Gewässern:
    - Gewässerbenutzungen, die der Abwehr einer gegenwärtigen Gefahr für die öffentliche Sicherheit dienen
    - Übungen und Erprobungen für Zwecke der Verteidigung oder der Abwehr von Gefahren für die öffentliche Sicherheit
    - Eigenbedarf von Anliegern und Eigentümern, wenn dadurch andere nicht beeinträchtigt werden und keine nachteilige Veränderung der Wasserbeschaffenheit, keine wesentliche Verminderung der Wasserführung sowie keine andere Beeinträchtigung des Wasserhaushalts zu erwarten sind

  - das Entnehmen, Zutagefördern, Zutageleiten oder Ableiten von Grundwasser:
    - für den Haushalt, für den landwirtschaftlichen Hofbetrieb, für das Tränken von Vieh außerhalb des Hofbetriebs oder in geringen Mengen zu einem vorübergehenden Zweck
    - für Zwecke der gewöhnlichen Bodenentwässerung landwirtschaftlich, forstwirtschaftlich oder gärtnerisch genutzter Grundstücke,

  - an Küstengewässern:
    - das Einbringen von Geräten für Zwecke der Fischerei und der Forschung,
    - das Einleiten von Grund-, Quell- und Niederschlagswasser, sofern es nicht Stoffe enthält, die Eigenschaften der Küstengewässer nachteilig verändern können
- das Entnehmen, Zutagefördern, Zutageleiten und Ableiten von Wasser aus Heilquellen, soweit das Wasser nicht im Zusammenhang mit dem Abfüllen von Mineralwasser verwendet wird,
- das Entnehmen und Ableiten von Wasser aus oberirdischen Gewässern oder das Entnehmen, Zutagefördern, Zutageleiten und Ableiten von Grundwasser, um aus ihm unmittelbar Wärme zu gewinnen, und das anschließende Wiedereinleiten in das Gewässer,
- das Entnehmen, Zutagefördern, Zutageleiten, Ableiten von Wasser für Zwecke der Fischerei und der landwirtschaftlichen und erwerbsgärtnerischen Beregnung,
- das Entnehmen und Ableiten von Wasser aus oberirdischen Gewässern zum Zweck der Wasserkraftnutzung, sofern keine nachteilige Veränderung der chemischen, physikalischen und biologischen Eigenschaften des Wassers erfolgt,
- Benutzungen, sofern die Wassermenge insgesamt nicht mehr als 2.000 m³ im Kalenderjahr beträgt

Zusätzlich zu den aufgezählten Ausnahmen kann das Ministerium für Klimaschutz, Landwirtschaft, ländliche Räume und Umwelt des Landes Mecklenburg-Vorpommern im Einvernehmen mit dem Finanzministerium des Landes Mecklenburg-Vorpommern ganz oder teilweise auf das Heben von Entgelt verzichten, wenn das Vorhaben in besonderem öffentlichem Interesse steht. Die Trinkwasserversorgung kann explizit nicht ausgenommen werden.

### Nordrhein-Westfalen
Der Landtag NRW hat am 22. Januar 2004 das Gesetz über die Erhebung eines Entgeltes für die Entnahme von Wasser aus Gewässern (Wasserentnahmeentgeltgesetz – WasEG) beschlossen. Es trat am 1. Februar 2004 in Kraft (Haushaltsbegleitgesetz 2004 / 2005 zur Entlastung des Haushalts).
Das Wasserentnahmeentgelt wird für das Entnehmen von Wasser aus Gewässern (Grundwasser und oberirdische Gewässer) erhoben, sofern dieses Wasser einer Nutzung zugeführt wird. Verschiedene Entnahmen sind von der Entgeltpflicht befreit (§ 1 Abs. 2 WasEG).
Das Entgelt bemisst sich nach der entnommenen Wassermenge, der Regelsatz beträgt 5 Cent pro m³ und ist vom Entnehmer (Entgeltpflichtiger) zu entrichten. Kühlwassernutzungen werden je nach Art des Kühlsystems mit einem geringeren Entgeltsatz (ab 0,3 Cent pro m³ für Durchlaufkühlung) berechnet (§ 2 Abs. 2 WasEG).
Der Entgeltpflichtige hat dem Landesumweltamt bis zum 1. März eines jeden Jahres eine Erklärung über die entnommene Wassermenge des Vorjahres, die Art der Verwendung und die zum Nachweis dieser Angaben erforderlichen Unterlagen vorzulegen (§ 3 Abs. 2 WasEG). Für die jeweiligen Veranlagungszeiträume sind Vorauszahlungen bis zum 1. Juli eines jeden Jahres zu entrichten (§ 6 WasEG).
Für öffentliche Wasserversorger besteht nach § 8 Abs. 1 WasEG die Möglichkeit für einen Ökorabatt: Zahlungen für Maßnahmen zum Schutze des entnommenen Rohwassers, die im Veranlagungsjahr aufgrund einer Kooperation mit der Landwirtschaft entstehen, können als Aufwendung mit dem festgesetzten Wasserentnahmeentgelt verrechnet werden. Genannt wird die Gewässerschutzberatung der landwirtschaftlichen Betriebe sowie Gewässerschutz-Maßnahmen. Auch hierzu wird im Erklärungsvordruck um Angaben gebeten.
Beschlossen wurde 2004 auch, das Aufkommen aus dem Wasserentnahmeentgelt ab 2006 für die Aufwendungen aus der Umsetzung der EU-Wasserrahmenrichtlinie zu verwenden, also für den Umweltschutz (§ 9 WasEG). Überschüsse fließen in den Landeshaushalt.
Im September 2009 beschloss die Regierungskoalition aus CDU und FDP das Wasserentnahme-Entgelt wieder abzuschaffen. Ab Januar 2010 wurde die Abgabe zunächst jährlich um zehn Prozentpunkte gesenkt. Ende 2018 sollte sie vollständig auslaufen.
Im Juli 2011 beschloss der Landtag in NRW mit den Stimmen von SPD, Grünen und Die Linke, gegen die Stimmen von CDU und FDP, die schrittweise Abschaffung des Wasserentnahmeentgelts wieder aufzuheben und zugleich die Entgelte geringfügig zu erhöhen. Seit 30. Juli 2011 beträgt das Wasserentnahmeentgelt 4,5 Cent pro Kubikmeter. Für Entnahmen zum Zwecke der Kühlwassernutzung sind 3,5 Cent/m³ zu zahlen. Wird das Wasser nach der Kühlwassernutzung dem Gewässer unmittelbar wieder zugeführt (Durchlaufkühlung), so beträgt das Wasserentnahmeentgelt 0,35 cent/m³. Erweitert wurde die Verwendung der Einnahmen (§ 9 WasEG) um die Aufgaben der Altlastensanierung und Altlastenaufbereitung.
2013 wurde das Entgelt auf 5,0 Cent je m³ angehoben. Die Erhöhung wird mit dem Programm Lebendige Gewässer im Zuge der EU-Wasserrahmenrichtlinie sowie der Absicherung der Qualität der öffentlichen Wasserversorgung gerechtfertigt.

### Rheinland-Pfalz
In Rheinland-Pfalz trat das Landeswasserentnahmeentgeltgesetz (LWEntG) am 1. Januar 2013 in Kraft. Das rheinland-pfälzische LWEntG sieht vier unterschiedliche Entgeltsätze vor:
- 6,0 Cent je m³ für Entnahmen aus dem Grundwasser
- 2,4 Cent je m³ für Entnahmen aus oberirdischen Gewässern
- 0,9 Cent je m³ für Entnahmen zur Kühlwassernutzung (Durchlaufkühlung) oder zur Gewinnung/Aufbereitung von Bodenschätzen (z. B. Kieswäsche)
- 0,5 Cent je m³ für Entnahmen zur Durchlaufkühlung beim Betrieb hocheffizienter Kraft-Wärme-Kopplungsanlagen, soweit sie ausschließlich erneuerbare Energieträger, Erdgas oder Abfallstoffe verwenden (Öko-Bonus-Rabatt).

Nach Mitteilung der zuständigen Umweltministerin Ulrike Höfken von den Grünen wird das Wasserentnahmeentgelt zu Belastungen der Privathaushalte in Höhe von ca. 3 Euro pro Person und Jahr führen. Das gesamte Aufkommen aus dem Wasserentnahmeentgelt unterliegt einer gesetzlichen Zweckbindung: Es darf – nach Abzug des Verwaltungsaufwandes – ausschließlich für eine nachhaltige Gewässerbewirtschaftung im Sinne des Wasserhaushaltsgesetzes verwendet werden (§ 5 LWEntG).

### Sachsen
Nach § 91 des Sächsischen Wassergesetzes vom
12. Juli 2013 wird vom Freistaat Sachsen eine Wasserentnahmeabgabe erhoben.

### Sachsen-Anhalt
In Sachsen-Anhalt ist seit 2012 ein Wasserentnahmeentgelt zu entrichten. Für Entnahmen für die öffentliche Wasserversorgung sind 0,05 €/m³, für andere Verwendungszwecke zwischen 0,0025 und 0,07 €/m³ zu entrichten.

### Thüringen
Die erste Fassung des Thüringer Wassergesetzes vom 10. Mai 1994 sah die Erhebung eines Wasserentnahmeentgeltes ab dem 1. Januar 1996 vor. Mit einer der ersten Änderungen des Gesetzes wurden die Regelungen aus dem Gesetz gestrichen, so dass das Wasserentnahmeentgelt in Thüringen vorerst nicht erhoben wurde.
Im Sommer 2012 legte die Thüringer Landesregierung einen Gesetzentwurf vor, nach dem ab 2013 für jeden Kubikmeter Wasser eine Abgabe von 0,08 € vorgesehen sein sollte. Nach massiven Einwendungen wurden die Planungen zur Einführung eines Wasserentnahmeentgeltes gestoppt.

## Pro und Contra – Perspektiven
Nach dem Bundesverfassungsgericht ist die Wasserentnahmegebühr sachlich gerechtfertigt, weil sie eine Vorteilsabschöpfungs-Abgabe darstellt. Denn da Wasser als knappe natürliche Ressource ein Gut der Allgemeinheit sei, werde dem Einzelnen mit der Nutzung ein Vorteil gegenüber all denen eröffnet, die das betreffende Gut nicht oder nicht in gleichem Umfang nutzen dürften.
Umstritten ist die politische Durchsetzbarkeit einer Abgabe mit ausreichender Lenkungsfunktion. „Wird die Abgabe zu niedrig angesetzt, erzielt sie keine Wirkung, ist sie zu hoch, kann es zu sozialen Härten und Wettbewerbsverzerrungen kommen“. Die empirisch ermittelte Preiselastizität würde bei einer Preiserhöhung von 100 Prozent nur zu einem Rückgang des Wasserverbrauchs von 15 % führen.
Als Königsweg angesehen werde von den Vertretern einer Ökosozialen Marktwirtschaft die weitgehende Rückverteilung von Lenkungsabgaben für das Gemeinwohl fördernde Leistungen an die Wirtschaft, für Ausgleichsmaßnahmen, und pro Kopf eine Rückzahlung an die indirekt durch Erhöhungen belasteten Bürger (Aufkommens-Neutralität). In der Schweiz beispielsweise wird die Rückvergütung für die VOC-Abgabe und die CO2-Abgabe praktiziert.
Wenn die Einnahmen jedoch direkt in den Landeshaushalt fließen, so können sie zwar für den Schuldendienst oder den Länderfinanzausgleich verwendet werden. Im Sinne der EU-Wasserrahmenrichtlinie sei dies nicht: Nach dem Verursacherprinzip „sind Wasserentnehmer angemessen an den infolge von Wasserentnahmen entstehenden Kosten zur Erhaltung bzw. Wiederherstellung naturraumtypischer Lebensgemeinschaften und Gewässerökosysteme zu beteiligen“ (Zweckbindung oder Teilzweckbindung).

## Weiterführendes
- Das Ziel von Maßnahmen nach der EU-Wasserrahmenrichtlinie ist sauberes, gesundes Trinkwasser im Sinne der Trinkwasserverordnung.
- Auch der Gewässerschutz und die Renaturierung der Gewässer und der Ufer ist eine gesellschaftliche Aufgabe, die finanziert werden muss.
- Das Recht auf Zugang zu sauberem Wasser ist ein Menschenrecht.
- Die Entschädigungszahlungen an Landwirte aus dem Wasserentnahmeentgelt werden auch als Vorbild für andere Umweltbereiche genannt, auch global: Mit Ausgleichszahlungen an Waldbesitzer könne die Entwaldung verringert werden.